# Ellen Terry
Ellen Terry (Coventry, 27 de febrero de 1847-Smallhyte, 21 de julio de 1928) fue una actriz teatral inglesa y activista sufragista miembro del grupo Actresses' Franchise League. Terry llegó a ser la actriz líder entre las intérpretes británicas de Shakespeare.

## Vida y carrera
Alice Ellen Terry nació en Coventry, Inglaterra, en el seno de una familia del ámbito teatral.  Sus padres, Benjamin y Sarah Ballard, fueron actores de una compañía de giras con sede en Portsmouth y tuvieron once hijos, de los cuales cinco, al menos, fueron actores: Florence, Fred, Kate y Marion. Otros dos hermanos, George y Charles, se dedicaron a la dirección teatral.  Kate fue una actriz de éxito hasta su matrimonio y retiro de la escena en 1867. Tuvo un hijo ilegítimo con el arquitecto Edward Godwin, quien seguramente fue su vástago más reconocido: el actor, director y brillante escenógrafo  Gordon Craig. 

### Inicios
La primera actuación teatral de Terry fue a los ocho años de edad junto a Charles Kean en el papel de Mamillius en la obra de Shakespeare Cuento de invierno, representada en el Teatro Princesa de Londres en 1856.  También interpretó los papeles juveniles de Príncipe Arthur en El rey Juan y Puck en El sueño de una noche de verano, Siguió actuando en el Princess hasta el retiro de Kean en 1859.  En los siguientes dos años, Terry y Kate viajaron representando obras y sketches, acompañados por sus padres y por un músico.
Entre 1861 y 1862 Terry formó parte del Teatro Royalty de Londres, dirigido por Madame Albina de Rhona, donde actuó con Madge Kendal, entre otros famosos actores. En 1862, se unió a su hermana Kate en Bristol y empezó a trabajar con la compañía de J. H. Chute, con la cual interpretó gran variedad de papeles, incluyendo personajes del género burlesque, los cuales requerían cantar y bailar, así como personajes en Mucho ruido y pocas nueces, Otelo, y El mercader de Venecia.  En 1863, Chute inauguró el Teatro Royal en Bath, donde Terry, con 15 años de edad, actuó en la primera representación interpretando a Titania en El sueño de una noche de verano, volviendo posteriormente a Londres para formar parte de la compañía del Teatro Haymarket, con obras de Shakespeare.

### Matrimonios y amistades

#### Watts, Godwin y Portia Toledo

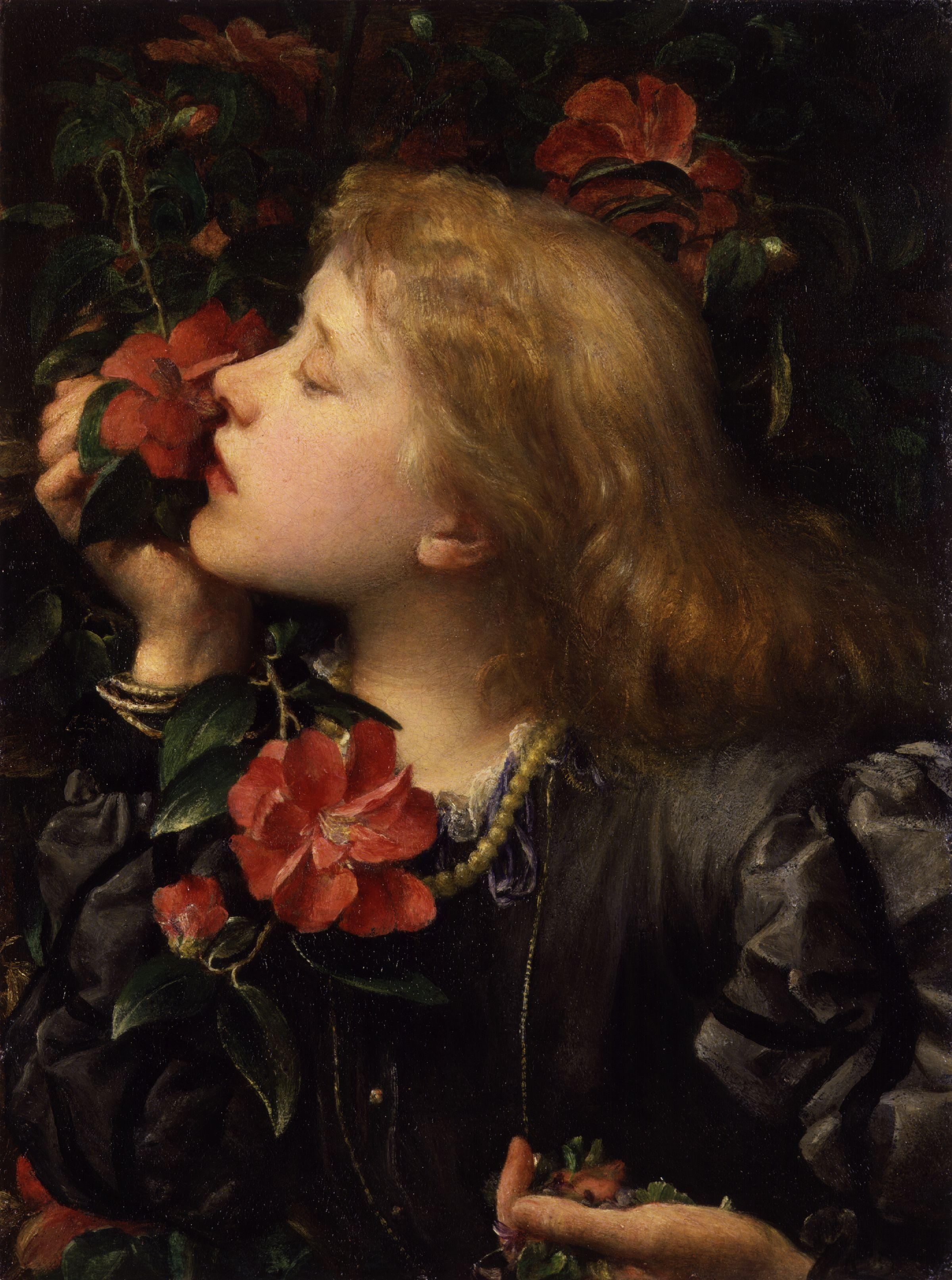
Ellen Terry retratada por su marido, George Frederic Watts.

Terry se casó en tres ocasiones y tuvo numerosas relaciones sentimentales a lo largo de su vida. En Londres a Terry y a su hermana Kate les pintó un retrato el eminente artista George Frederick Watts, y él le propuso matrimonio. Entre los retratos que Watts pintó de Terry se incluyen "Choosing", "Ofelia" y "The Sisters", éste junto a su hermana Kate. Se casaron el 20 de febrero de 1864, poco antes de cumplir ella 17 años, teniendo Watts 46. Terry y Watts se separaron tras solo diez meses de matrimonio, durante los cuales ella descansó de su trabajo interpretativo, volviendo al mismo en 1866.
En 1867, Terry actuó en varias piezas de John Taylor, incluyendo A Sheep in Wolf's Clothing en el Teatro Adelphi, The Antipodes en el Teatro Royal de Drury Lane y Still Waters Run Deep en el Queen. Ese mismo año trabajó junto a Henry Irving en Katherine and Petruchio, la versión en un acto de La fierecilla domada escrita por David Garrick, y representada en el Queen's Theatre.  En 1868, Terry inició una relación con el arquitecto y diseñador Edward William Godwin, a quien ella había conocido unos años antes, y con el cual fue a vivir en una casa llamada Pigeonwick, en Harpenden, Hertfordshire, retirándose de la interpretación durante seis años. No llegarían a casarse, ya que Terry todavía estaba casada con Watts y no se divorciarían hasta 1877, lo cual motivó una situación escandalosa para la época. Con Godwin tuvo una hija, Edith Craig, en diciembre de 1869, y un hijo, Edward Gordon Craig, en enero de 1872.
En un ambiente de dificultades económicas, la relación con Godwin se enfrió en 1874, y Terry volvió a su carrera interpretativa, separándose de Goodwin en 1875. En 1874, Terry actuó en diferentes obras de Charles Reade, incluyendo el papel de Philippa Chester en The Wandering Heir, el de Susan Merton en It's Never Too Late to Mend, y el de Helen Rolleston en Our Seamen. El mismo año trabajó en  The Crystal Palace con Charles Wyndham interpretando a Volante en The Honeymoon, obra de John Tobin, y a Kate Hardcastle en She Stoops to Conquer, de Oliver Goldsmith.

#### Shakespeare, Irving y el Lyceum

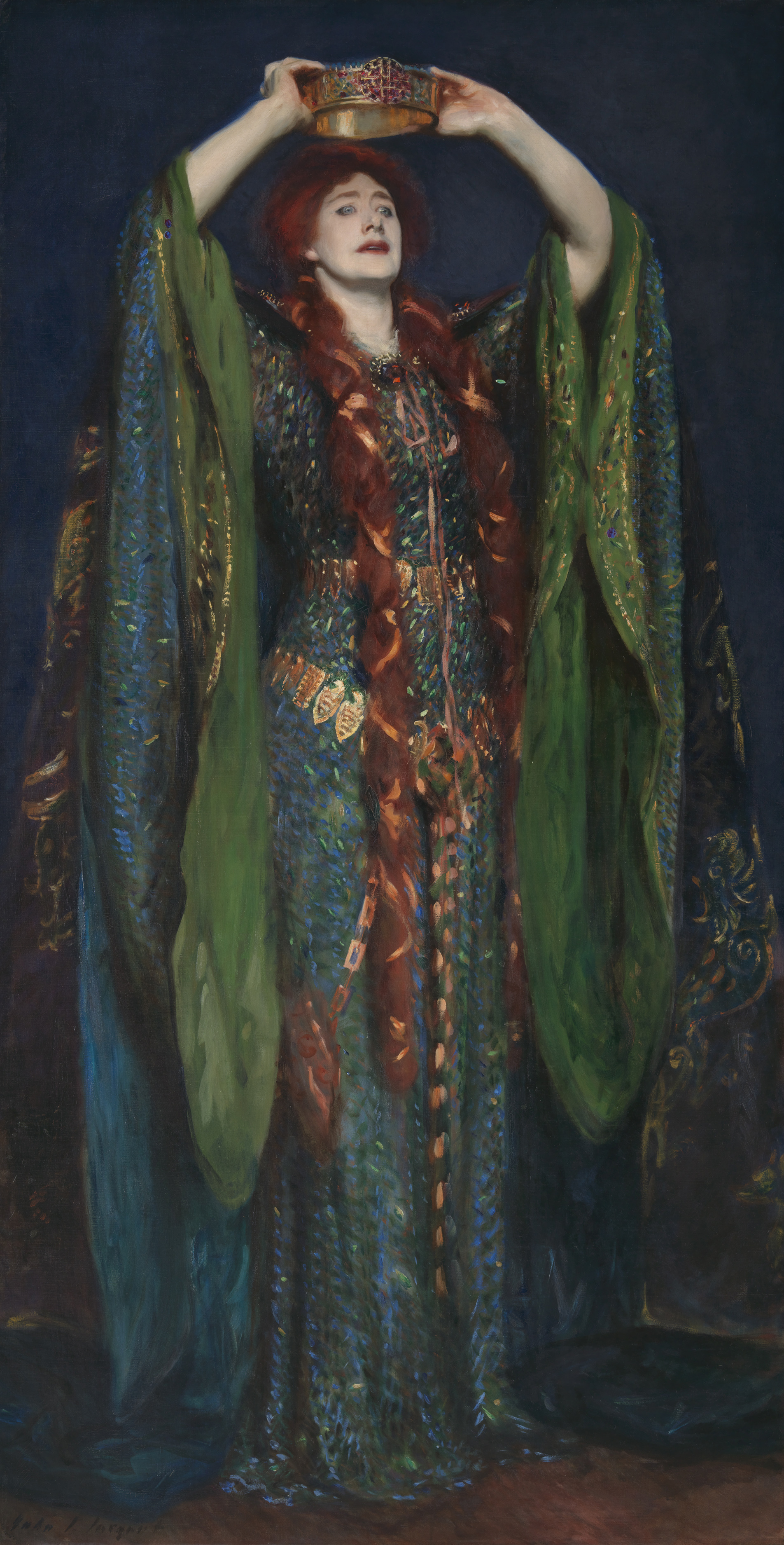
Como Lady Macbeth, por John Singer Sargent, 1889

En 1875, Terry tuvo una aplaudida actuación como Portia en El mercader de Venecia, representada en el Teatro Prince of Wales. Oscar Wilde escribió un soneto tras verla en el papel: "No woman Veronese looked upon / Was half so fair as thou whom I behold."  Posteriormente retomó el papel muchas veces en su carrera, hasta la última de ellas en el Teatro Old Vic de Londres en 1917. En 1876 fue Lady Teazle en The School for Scandal y en la obra de William Gorman Wills llamada Olivia, entre otras interpretaciones. Terry se casó de nuevo, en noviembre de 1877, con Charles Clavering Wardell Kelly, actor y periodista, pero se separaron antes de la muerte de él en 1885.
En 1878, con 30 años de edad, Terry se unió a la compañía de Henry Irving en el Teatro Lyceum de Londres como primera actriz, empezando sus actuaciones con el papel de Ofelia frente al Hamlet de Irving. Pronto, Terry fue reconocida como la primera intérprete de Shakespeare en Gran Bretaña, y junto a Irving, reinó durante más de 20 años hasta dejar el Lyceum en 1902.  Su producción en 1879 de El mercader de Venecia se mantuvo en cartel 250 noches, algo inusual, y a ello siguieron otros éxitos, tanto con Shakespeare como con otras obras de primera fila.

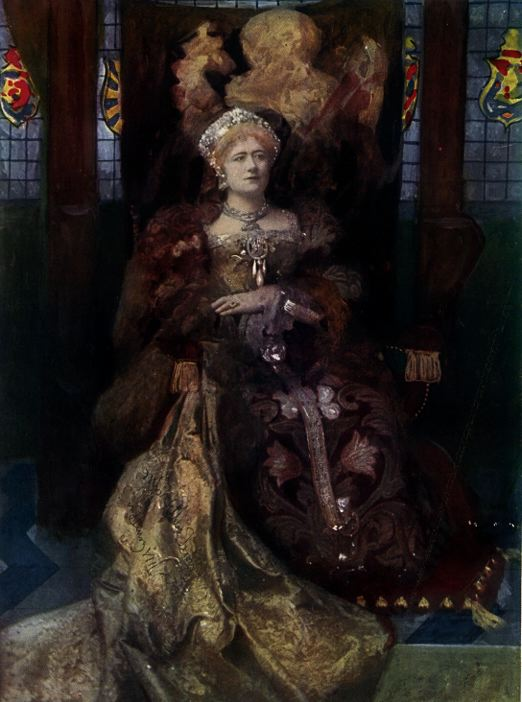
Catalina. Enrique VIII.

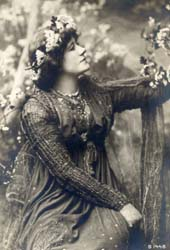
Ginebra. Vestuario: Burne-Jones.

Entre sus papeles más celebrados con Irving destacan Portia, Beatriz en Mucho ruido y pocas nueces, otro de sus personajes característicos (1882 y a partir de entonces), así como Pauline en The Lady of Lyons, obra de Edward Bulwer-Lytton (1878). Otros papeles fueron los de Julieta, Cordelia en Rey Lear, Jeanette en The Lyons Mail (obra de Charles Reade - 1883), Margaret en Fausto (de William Gorman Wills - 1885), Lady Macbeth en Macbeth (1888), la Reina Catalina en Enrique VIII (1892),  Rosamund de Clifford en Becket (de Alfred Tennyson - 1893), Ginebra en King Arthur (de J. Comyns Carr, con música incidental de Sir Arthur Sullivan -1895), Imogena en Cimbelino (1896), y el personaje principal en la obra de Victorien Sardou y Émile Moreau Madame Sans-Gêne (1897).
Terry debutó en Estados Unidos en 1883, con el papel de la Reina Henrietta frente a Irving en Charles I. Entre los otros papeles que ella ensayó en esta gira y en otras con Irving figuran los de Jeanette en The Lyons Mail, Ofelia, Beatriz, Viola, y su personaje más famoso: Portia.

### Shaw, Ibsen y Barrie
En 1903, Terry inició una nueva aventura, tomando la dirección del Teatro Imperial con su hijo, después de que su socio, Irving, finalizara su compromiso con el Lyceum en 1902. Aquí tenía un control artístico total y podía elegir los trabajos en los que iba a actuar, como Irving había hecho en el Lyceum. La nueva empresa se enfocó en las obras de George Bernard Shaw y de Henrik Ibsen, incluyendo de este último la pieza Los guerreros de Helgeland, representada en 1903 con Terry como Hiordis. Durante este tiempo Terry entabló amistad y una famosa correspondencia con Shaw. La dirección teatral acabó siendo un fracaso económico para Terry. Posteriormente viajó por Inglaterra, tomando compromisos en Nottingham, Liverpool y Wolverhampton, y actuando en 1905 en la obra de James Matthew Barrie Alice-Sit-by-the-Fire. Irving falleció en 1905 y, afectada por su muerte, Terry se retiró nuevamente de la escena.
Volvió de nuevo a actuar en abril de 1906, interpretando con éxito a Lady Cecily Wayneflete en la obra de Shaw Captain Brassbound's Conversion, representada en el Teatro Court y llevada en una exitosa gira por Gran Bretaña y Estados Unidos. El 12 de junio de 1906, tras 50 años en la escena, se celebró una gala en el Teatro Drury Lane a beneficio de la actriz, y para celebrar su aniversario en la profesión. En dicha gala cantó Enrico Caruso, y W. S. Gilbert dirigió una representación de Trial by Jury, en la cual actuaron Eleonora Duse, Mrs. Patrick Campbell, Lillie Langtry, Herbert Beerbohm Tree, y más de veinte miembros de la familia de Terry.
Terry actuó posteriormente como Hermiona en la versión de Herbert Beerbohm Tree de Cuento de invierno. En 1907, viajó por Estados Unidos bajo la dirección de Charles Frohman. Durante ese viaje, el 22 de marzo de 1907, se casó con James Carew, que había actuado con ella en el Teatro Court. Ella tenía treinta años más que Carew. La carrera de Terry siguió con fuerza, pero su matrimonio se rompió a los dos años.  Fue Nance Oldfield en Pageant of Famous Women, escrita en 1909 por C. Hamilton y su hija, Edith. En 1910 viajó por Estados Unidos de nuevo, y con gran éxito, actuando, dando recitales y conferencias sobre las heroínas de Shakespeare.
De vuelta a Inglaterra, hizo papeles tales como el de Nell Gwynne en The First Actress, de Christopher St. John (Christabel Marshall; 1911). También en 1911, grabó escenas de cinco papeles de Shakespeare para la Victor Talking Machine Company En 1914, Terry viajó por Australia y los Estados Unidos, de nuevo recitando y dando conferencias sobre heroínas de Shakespeare. En 1916, fue Darling en la pieza de Barrie The Admirable Crichton (1916). Durante la Primera Guerra Mundial actuó en actos benéficos relacionados con la contienda.

## Cine y últimos años
En 1916, actuó en su primer film, Her Greatest Performance, en el papel de Julia Lovelace, aunque continuó actuando en Londres y en giras. Rodó varias películas más hasta 1922, incluyendo The Invasion of Britain (1918), Pillars of Society (1918), Victory and Peace, Potter's Clay (1922), y The Bohemian Girl, en la cual interpretaba a la niñera Buda, junto a Ivor Novello y Gladys Cooper (1922). Siguió dando conferencias sobre Shakespeare por Inglaterra, Estados Unidos y Canadá. Su último papel en el teatro fue como la Nodriza en Romeo y Julieta, en el Teatro Lyric en 1919. En 1920 se retiró de la escena, y en 1922 del cine.

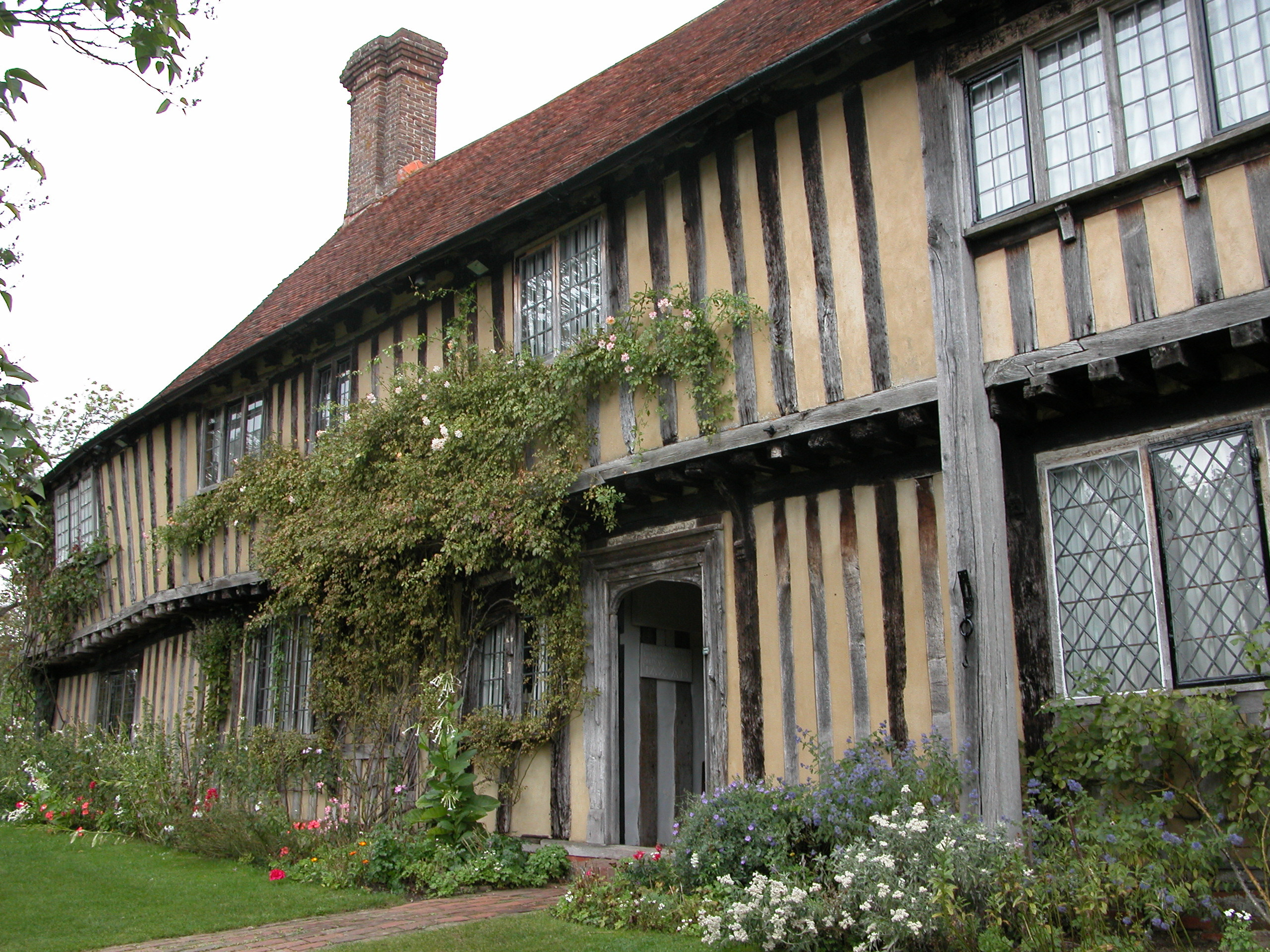
Smallhythe, domicilio de Ellen Terry en 1900-28.

En 1925 Terry fue nombrada dama gran cruz de la Orden del Imperio Británico. En sus últimos años, perdió gradualmente la vista y sufrió senilidad. Terry falleció en su domicilio cerca de Tenterden, Kent, Inglaterra, a los 81 años de edad. Fue incinerada y sus cenizas descansan en una urna de plata en la iglesia de St Paul, en Covent Garden, Londres, iglesia conocida como de los actores.
Entre sus descendientes figuran el actor Sir John Gielgud y la cantante Helen Terry.